# Flyttfåglar (album)
Flyttfåglar är Johan Heltnes debutalbum från 2001 utgivet på Hemlandssånger (skivbolag).

## Låtlista[1]
1. Tid att ge sig av, se inte tillbaks
2. Sten & grus
3. Vilsen flyttfågel
4. Fröken Sommarnaken
5. Låt mig slicka dina sår
6. Askungen, Snövit, Törnrosa & du
7. Klockorna klämtar
8. Farväl San Sebastian

## Medverkande musiker:[2]
- Johan Heltne: Akustisk Gitarr, Munspel,  Sång
- Andreas Runeson: Elektrisk Gitarr, Dobro,  Programmering
- Johan Eckeborn: Trummor
- David Åhlén: Fiol, Gitarr
- Per Hellgren: Kontrabas
- Erik Ojala; Kontrabas
- Egon Jönsson: Pedal Steel
- Daniel Sundström: Hammond
- Vidar Stordahl: Rhodes
- Tony Johansson: Inspelning
- Kjell Lundström: Mix och Master